# Saint-Thurial
Saint-Thurial (tiếng Breton: Sant-Turiav-Porc'hoed, Gallo: Saent-Turiau) là một xã của tỉnh Ille-et-Vilaine, thuộc vùng Bretagne, miền tây bắc nước Pháp.

## Dân số
Người dân ở Saint-Thurial được gọi là Thurialais.
| Năm | 1962 | 1968 | 1975 | 1982 | 1990 | 1999 |
| --- | ---- | ---- | ---- | ---- | ---- | ---- |
| Dân số | 727  | 749  | 772  | 1020 | 1273 | 1485 |
| From the year 1962 on: No double counting—residents of multiple communes (e.g. students and military personnel) are counted only once. |      |      |      |      |      |      |